# Take That Presents: The Circus Live
Take That Presents: The Circus Live（テイク・ザット・プレゼンツ：ザ・サーカス・ライヴ）は、2009年6月5日から7月5日まで開催されたテイク・ザットの通算7度目のコンサート・ツアーである。

## 概要
テイク・ザットにとって最長日程のライブであり、100万人以上を動員した。当初予定されていた8公演のチケット60万枚を5時間で完売させ、イギリス史上最速のチケット売り上げを記録した。

## セットリスト
1. "ジ・アドヴェンチャー・オブ・ア・ロンリー・バルーン"
2. "グレイテスト・デイ"
3. "ハロー"
4. "恋はマジック"
5. "プレイ"
6. "ミリオン・ラヴ・ソングス"
7. "バック・フォー・グッド"
8. "ザ・ガーデン"
9. "シャイン"
10. "アップ・オール・ナイト"
11. "ウドゥン・ボート"
Beautiful World Tourに続き、ジェイソン・オレンジの初めてのリード・ボーカル曲がセットリスト入りした。今回はバックバンドのみではなく他のメンバーの演奏と一緒である。
12. "ハウ・ディド・イット・カム・トゥ・ディス"
13. "ザ・サーカス"
"ラヴ・エイント・ヒア・エニモア"/"ベイブ"/"ノーバディ・エルス"を前半で歌っている。
14. "ホワット・イズ・ラヴ"
ステージ上でピエロのメイクを4人がしながら歌っており、次の曲に向けての準備曲となる。
15. "ザ・クラウン・メドレー"
"ドゥ・ホワット・ユー・ライク"/"プロミス"/"イット・オンリー・テイクス・ア・ミニット"/"テイク・ザット・アンド・パーティ"の4曲をメドレーで歌っている。メンバーのダンスや軽業など、過去の曲を茶化しながらパフォーマンスしている。
16. "セッド・イット・オール"
17. "ネヴァー・フォーゲット"
18. "ペイシェンス"
19. "リライト・マイ・ファイア"
20. "ホールド・アップ・ア・ライト"
21. "ルール・ザ・ワールド"

## 日程
- 欧州・・・20公演[1]

| 日付          | 都市           | 国             | 会場                                             | ゲスト・オープニング・アクト |
| ------------- | -------------- | -------------- | ------------------------------------------------ | ---------------------------- |
| 2009年6月5日  | サンダーランド | イングランド   | スタジアム・オブ・ライト                         | ジェームズ・モリソン         |
| 2009年6月6日  | サンダーランド | イングランド   | スタジアム・オブ・ライト                         | ザ・サタデーズ               |
| 2009年6月8日  | コヴェントリー | イングランド   | リコー・アリーナ                                 | ザ・サタデーズ               |
| 2009年6月9日  | コヴェントリー | イングランド   | リコー・アリーナ                                 | ジェームズ・モリソン         |
| 2009年6月10日 | コヴェントリー | イングランド   | リコー・アリーナ                                 | ザ・スクリプト               |
| 2009年6月13日 | ダブリン       | アイルランド   | クローク・パーク                                 | ザ・スクリプト               |
| 2009年6月16日 | カーディフ     | ウェールズ     | ミレニアム・スタジアム                           | ジェームズ・モリソン         |
| 2009年6月17日 | カーディフ     | ウェールズ     | ミレニアム・スタジアム                           | ジェームズ・モリソン         |
| 2009年6月19日 | グラスゴー     | スコットランド | ハムデン・パーク                                 | ザ・サタデーズ               |
| 2009年6月20日 | グラスゴー     | スコットランド | ハムデン・パーク                                 | ジェームズ・モリソン         |
| 2009年6月21日 | グラスゴー     | スコットランド | ハムデン・パーク                                 | ザ・スクリプト               |
| 2009年6月23日 | マンチェスター | イングランド   | オールド・トラッフォード・クリケット・グラウンド | ザ・スクリプト               |
| 2009年6月24日 | マンチェスター | イングランド   | オールド・トラッフォード・クリケット・グラウンド | ザ・スクリプト               |
| 2009年6月26日 | マンチェスター | イングランド   | オールド・トラッフォード・クリケット・グラウンド | ジェームズ・モリソン         |
| 2009年6月27日 | マンチェスター | イングランド   | オールド・トラッフォード・クリケット・グラウンド | レディー・ガガ               |
| 2009年6月28日 | マンチェスター | イングランド   | オールド・トラッフォード・クリケット・グラウンド | ザ・スクリプト               |
| 2009年7月1日  | ロンドン       | イングランド   | ウェンブリー・スタジアム                         | ジェームズ・モリソン         |
| 2009年7月3日  | ロンドン       | イングランド   | ウェンブリー・スタジアム                         | ザ・スクリプト               |
| 2009年7月4日  | ロンドン       | イングランド   | ウェンブリー・スタジアム                         | レディー・ガガ               |
| 2009年7月5日  | ロンドン       | イングランド   | ウェンブリー・スタジアム                         | レディー・ガガ               |

## 録画とリリース
7月3日と4日のウェンブリー・スタジアムでの公演は収録され、DVDとブルーレイで2009年11月23日に発売された。ディスクにはアビー・ロード・スタジオでのアコースティック・ライヴの模様も収められている。また、このダイジェスト版がITVで2009年12月19日に放送された。
何公演かの音源がライヴ・アルバム用に収録され、『ザ・グレイテスト・デイ』のタイトルで二枚組CDが映像ディスクの一週間後に発売された。アルバムとDVD・ブルーレイの宣伝として『ザ・サーカス』に収録されている「ホールド・アップ・ア・ライト」がシングルカットされ、ライヴ映像をまとめたPVが公開された。
2012年2月現在、DVD・ブルーレイ・CDのいずれも日本盤の発売予定はない。